# Margaret Hassan
Margaret Hassan-Fitzsimmons (14 april 1945- 8 november 2004) was een Brits-Irakese leidster van de hulpverleningsorganisatie CARE in Irak.
Geboren als Margareth Fitzsimmons in Dublin, Ierland, verhuisde ze al vroeg met haar familie naar Londen. Op zeventienjarige leeftijd trouwde zij met de Irakees Tahseen Ali Hassan, met wie zij in 1972 naar Irak verhuisde. Aanvankelijk gaf zij Engelse les aan het British Council in Bagdad, later leerde zij Arabisch. Zij woonde decennialang in Irak, waarbij zij zich jarenlang inzette voor hulpverlening onder het volk.
Op 19 oktober 2004 werd zij ontvoerd door islamitische terroristen om de Britse regering die troepen gelegerd heeft in Irak onder druk te zetten zich uit het land terug te trekken. Uiteindelijk werd zij, vermoedelijk op 14 november 2004, door haar ontvoerders vermoord; haar lichaam is echter nooit gevonden. Er werd een video van haar executie naar de nieuwszender Al-Jazeera gezonden, maar het staat niet vast dat de persoon op de bewuste video daadwerkelijk Margaret Hassan was.